# Ашли (певачица)
Ашли, уметничко је име бугарске поп-фолк певачице Алиша Сабинова Павлова. Рођена је у граду Смољану 21. октобра 1992. Одрастала је у Мадану, где је студирала до 7. разреда. Потом је примљена у Музичку школу у Широкој Лаки са народним певањем. Студирала је на Универзитету Софија, смер смер поп и јазз педагогија.На венчањима и сајмовима пева од своје 6. године. Учествовала је на многим такмичењима са народном музиком. Освојила је награде на такмичењу Пролеће Орфеје 2010. и 2011. године. Добитник је и награде Орфејева златна лира за сценске уметности. Добио је специјалну награду ван Бугарске - од општине Ксанти - Грчка. Паралелно са својим бројним наступима на такмичарским позорницама, са 14 година почела је да пева у разним баровима широм земље. Тако је успео да стекне богат репертоар и сценско искуство.

## Дискографија

### Албуми
- (2021)

### Видеографија
| Спот | Година | Режисер           |
| ---- | ------ | ----------------- |
|      | 2014   | Front Line Cinema |
|      | 2014   | Front Line Cinema |
|      | 2014   | Front Line Cinema |
|      | 2015   | Front Line Cinema |
|      | 2015   | Front Line Cinema |
|      | 2015   | Front Line Cinema |
|      | 2016   |                   |
|      | 2017   |                   |
|      | 2017   |                   |
|      | 2017   |                   |
|      | 2018   |                   |
|      | 2018   |                   |
|      | 2018   |                   |
|      | 2019   |                   |
|      | 2020   |                   |
|      | 2020   | Радина Миленчева  |

### Фолклорни спотови
| Спот | Година |
| ---- | ------ |
|      | 2015   |
|      | 2015   |
|      | 2016   |
|      | 2017   |
|      | 2017   |
|      | 2018   |
|      | 2018   |
|      | 2019   |
|      | 2020   |
|      | 2020   |

### Тв верзије
| Спот | Година | Албум    |
| ---- | ------ | -------- |
|      | 2015   | Хамелеон |